# Малорязанцево
Малорязанцево (укр. Малорязанцеве) — посёлок, относится к Попаснянскому району Луганской области Украины.

## История
28 октября 1938 года Малорязанцево получило статус посёлка городского типа
В январе 1989 года численность населения составляла 1148 человек.
В январе 2013 года численность населения составляла 806 человек.

## Местный совет
93313, Луганська обл., Попаснянський р-н, смт. Малорязанцеве, вул. Центральна, буд. 122 (укр.)